# Zeta del Tucà
Zeta del Tucà (ζ Tucanae) és un estel en la constel·lació del Tucà de magnitud aparent +4,23. És el tercer estel més brillant de la constel·lació darrere d'α Tucanae i γ Tucanae.
Zeta Tucanae és una nana groga de tipus espectral F9V i amb una temperatura efectiva de 5900 K, uns 120 K més calenta que la del Sol. Amb una massa semblant a la solar, és un 26 % més lluminosa que el nostre estel. El seu radi és un 8 % més gran que el radi solar i gira sobre si mateix amb una velocitat de rotació projectada propera a zero. Presenta una baixa metal·licitat —abundància relativa d'elements més pesats que l'heli— amb un valor entorn del 60 % del solar. Es pensa que té una edat aproximada de 4840 milions d'anys, molt semblant a la del Sol (4600 milions d'anys). Observacions en l'infraroig realitzades amb el Telescopi espacial Spitzer revelen un excés a 70 μm, la qual cosa es relaciona amb la presència d'un disc circumestelar de pols.
Zeta Tucanae es troba a 28 anys llum del Sistema Solar. Els estels més propers a ell són dues nanes vermelles, Gliese 54 i Gliese 877, a 3,1 i 6,2 anys llum respectivament. No s'han detectat objectes de la grandària d'una nana marró —amb massa compresa entre 20 i 80 vegades la massa de Júpiter— dins de les 10 ua més properes a l'estel. Zeta Tucanae es troba entre els objectius prioritaris del Terrestrial Planet Finder (TPF) per a la cerca de planetes terrestres que puguin albergar vida.